# 拉蒙耶农村居民点
拉蒙耶农村居民点（俄语：Рамоньское сельское поселение）是俄罗斯联邦沃罗涅日州安纳区所属的一个农村居民点。其下辖有5个居民点，行政中心为拉蒙耶。据2016年统计，该农村居民点的人口为702人。